# 송범섭
송범섭(1954년 ~)은 롯데 자이언트에서 뛰었던 전 야구 선수다. 1972년 3월 27일, 휘문고등학교 3학년 시절 제 6회 대통령배 서울 예선에서 경동고등학교를 상대로 9이닝 13K 무실점으로 퍼펙트게임을 달성한 바 있다. 이런 활약을 바탕으로 1977 시즌 도중 롯데 자이언트에 입단하게 되었다.

## 출신 학교
- 충남중학교
- 휘문고등학교
- 성균관대학교

## 같이 보기
- 1977년 롯데 자이언트 시즌